# El Adjiba
El Adjiba è un comune dell'Algeria, situato nella provincia di Bouira.